# Tita (football, 1981)
 (septembre 2023).
Pour les articles homonymes, voir Tita.
Tita, de son vrai nom Sidney Cristiano dos Santos, est un footballeur brésilien né le 20 juillet 1981 à Rio de Janeiro, au Brésil. Il évolue actuellement à Antalyaspor, dans le championnat de Turquie, en tant qu'attaquant ou milieu offensif.